# Індійсько-югославські відносини
Індійсько-югославські відносини (англ. India–Yugoslavia relations, гінді भारतीय-यूगोस्लाव संबंध, сербохорв. indijsko-jugoslovenski odnosi) — історичні двосторонні відносини між Індією та зниклою внаслідок розпаду Югославією.
У добу холодної війни обидві країни були серед засновниць і провідних діячок Руху неприєднання.

## Історія

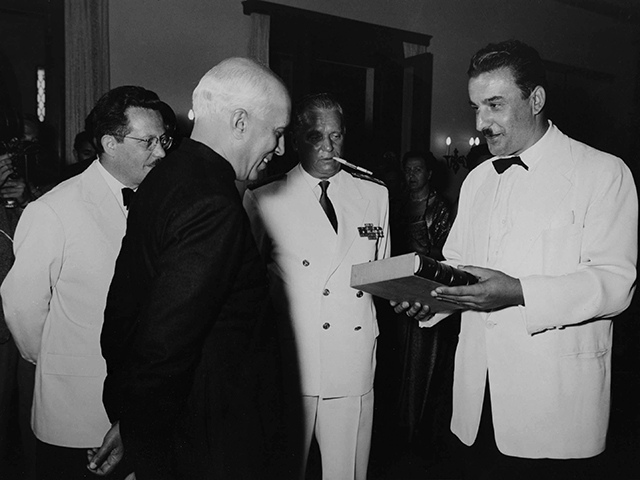
Джавахарлал Неру в Югославії.

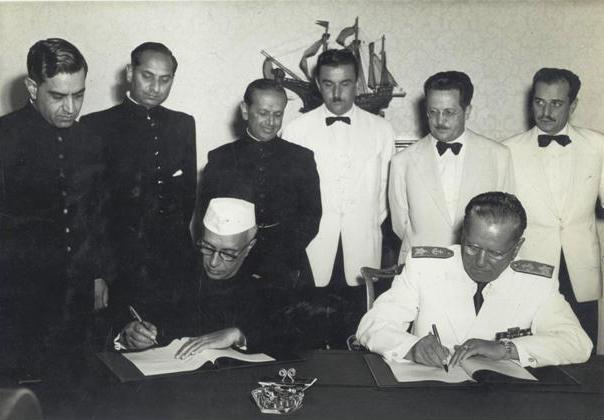
Неру і Тіто підписують Спільну декларацію після завершення перемовин, липень 1955 р.

Югославія встановила повні дипломатичні відносини з Індією 5 грудня 1948 року після розколу 1948 року між Тіто і Сталіним. Спочатку взаємини цих двох держав розвивалися в рамках спільного членства в Раді Безпеки ООН у 1949 році. Відразу після встановлення двосторонніх відносин за взаємини Югославії з Індією відповідало Посольство Югославії у Великій Британії, а за відносини Індії з Югославією — Посольство Індії в Італії. 1950 року засновано Посольство Югославії в Індії (в Нью-Делі) і консульство в Бомбеї. Наприкінці 1954 — на початку 1955 року керівник Югославії Йосип Броз Тіто вперше відвідав Індію. Тіто став першим європейським правителем, який відвідав Індію після здобуття цією країною незалежності. Наприкінці червня та на початку липня 1955 року прем'єр-міністр Індії Джавахарлал Неру зробив візит у відповідь.
1956 року президент Югославії Тіто, прем’єр-міністр Індії Неру та президент Єгипту Гамаль Абдель Насер зустрілися на островах Бріуни, що входили до складу югославської Соціалістичної Республіки Хорватія, де ініціювали процес, який привів до заснування на Белградській конференції в 1961 році Руху неприєднання. Також у 1956 році Індія та Югославія підписали торговельну угоду в Нью-Делі.
Наступний період ознаменувався обміном частими візитами та посиленим особистим листуванням між керівництвом Югославії та Індії. Новий прем'єр-міністр Індії Індіра Ганді вперше відвідала Югославію як прем'єр-міністр у 1966 році, за чим того ж року Тіто здійснив візит у відповідь. Вже 1967 року Індіра Ганді знову відвідала Югославію, а візит у відповідь організували в 1968 році.  Тіто та Індіра Ганді висловили ідентичні позиції щодо інституціоналізації співпраці в рамках Руху неприєднання. Під час зустрічі в Індії в жовтні 1971 р. Тіто та Індіра Ганді висловили занепокоєння щодо поводження з шейхом Муджибуром Рахманом, якого в той час заарештували. Протягом візиту до Нью-Делі в січні 1974 року президенту Тіто присудили премію імені Джавахарлала Неру за міжнародне порозуміння.